# Isoctenus herteli
Isoctenus herteli là một loài nhện trong họ Ctenidae.
Loài này thuộc chi Isoctenus. Isoctenus herteli được Cândido Firmino de Mello-Leitão miêu tả năm 1947.